# イタチムシ目
イタチムシ目は、淡水ではごく普通に見られる微生物である。

## 構造
イタチムシは、腹毛動物門イタチムシ目に属するものの総称、またはこれに属する種Chaetonotus nodicaususの和名である。この項ではイタチムシ目一般について説明する。
体長は多くが200μmほど。体は細長く、左右対称、腹面と背面ははっきりしている。前の端がやや幅広くなって、頭部らしい形になり、真ん中より前方でなだらかに細まった後、再び幅広くなって腹部っぽい形になる。最後の端はわずかに細まった後、二股に分かれて終わる。
顕微鏡下で体はほぼ透明に見える。全身がクチクラに覆われており、全体の形を整えたまま伸び縮みや屈伸運動ができる。多くのものは体表を鱗状の構造で覆う。イタチムシなどChaetonotusでは、体の表面は多数の刺に覆われているように見える。これは、体表にある鱗に後ろに曲がった刺が生えているものである。そのために表面に毛がはえているようにも見えるから、細長い体をくねらせてはい回る姿は確かにイタチを思わせる。
頭部には先端に口が開いている。そのやや後方の両側には感覚毛束と呼ばれる毛の束があり、感覚をつかさどっているらしい。それ以降の後端までに背中から見える外部の構造は特にない。後端は二つに割れて、その先端は種によっては長く伸びて尾叉となる。
腹面には左右二列の繊毛帯がある。これによって他物の表面をはい回って生活している。活動は活発で、滑らかに前進し、刺激を受けると縮まり、時には腹部後方の粘着管で基盤に一時的に張り付く。また、水中に泳ぎ出ることも少しはある。
富栄養の浅い水域の水草の表面や沈殿物の間などではごく普通に見られる。
イタチムシ目（毛遊目）は5科19属334種、日本では3科8属45種。